# Amado Carrillo Fuentes
Vous lisez un « bon article » labellisé en 2022.
Pour les articles homonymes, voir Carrillo et Fuentes.
Amado Carrillo Fuentes (/fuˈɛntəs/), né le 17 décembre 1956 à Navolato au Sinaloa (Mexique) et mort le 4 juillet 1997 à Mexico, est un baron de la drogue mexicain. La DEA américaine le décrit comme l'un des trafiquants de drogue les plus influents du monde.
Après des débuts de trafiquant de marijuana auprès de son oncle Ernesto Fonseca Carrillo, Amado Carrillo Fuentes monte les échelons du cartel de Guadalajara. Dès 1981, il s'intéresse à l'aviation comme moyen de transport pour la drogue. Il développe une petite flotte d'avions et achemine la drogue vers les États-Unis. À partir de 1986, il commence à transporter de la cocaïne pour le compte du cartel de Medellín, dirigé par Pablo Escobar. Avec l'aide de ses frères, il monte une véritable entreprise et prend le contrôle du cartel de Juárez après avoir fait assassiner son patron Rafael Aguilar Guajardo.
Incarcéré un peu moins d'un an, il profite de la chute du cartel de Guadalajara pour prendre du pouvoir et encore agrandir sa flotte. Comme il est désormais équipé d'avions comme le Boeing 727 ou la Caravelle, ses livraisons gagnent en volume et il transporte jusqu'à 2,5 tonnes de cocaïne par mois. Il est dès lors surnommé El Señor de Los Cielos (« le seigneur des cieux »). On estime qu'il a pu réaliser plus de 25 milliards de dollars de revenus au cours de sa carrière.
Cerné par les gouvernements mexicain et américain, et sachant sa tête mise à prix, il se soumet en juillet 1997, dans un hôpital mexicain, à une longue opération de chirurgie plastique destinée à changer son apparence, et meurt à l'issue de cette opération.

## Jeunesse
Amado Carrillo Fuentes naît le 17 décembre 1956 à Navolato au Sinaloa (Mexique),. Il est le premier fils de Walter Vicente Carrillo Vega et d'Aurora Fuentes, deux paysans mexicains. Il a onze frères et sœurs,. Il est le neveu d'Ernesto Fonseca Carrillo, également connu sous le nom de « Don Neto », qui devient l'un des fondateurs du cartel de Guadalajara,,.
Après une courte scolarité, il débute dès son plus jeune âge dans le trafic de drogues sous la tutelle de son oncle Ernesto. Il apprend à cultiver la marijuana et transporte quelques cargaisons vers la frontière avec les États-Unis. Au début de sa vingtaine, il obtient un poste durant cinq ans à la Dirección Federal de Seguridad, le service de renseignement mexicain, à priori grâce aux contacts de son oncle,. Il y rencontre Rafael Aguilar Guajardo, avec qui il fonde plus tard le cartel de Juárez.

## Carrière
Amado Carrillo fait d'abord partie du cartel de Guadalajara. Il est envoyé par son oncle dès 1980 à Ojinaga, dans l'État de Chihuahua, pour superviser les expéditions de marijuana de ce dernier, et pour apprendre les opérations frontalières auprès de Pablo Acosta Villarreal, surnommé El Zorro de Ojinaga (« le renard du désert »). Employé comme chauffeur, il prend le rôle de mule en passant de la drogue au Texas.

### Attrait pour les avions

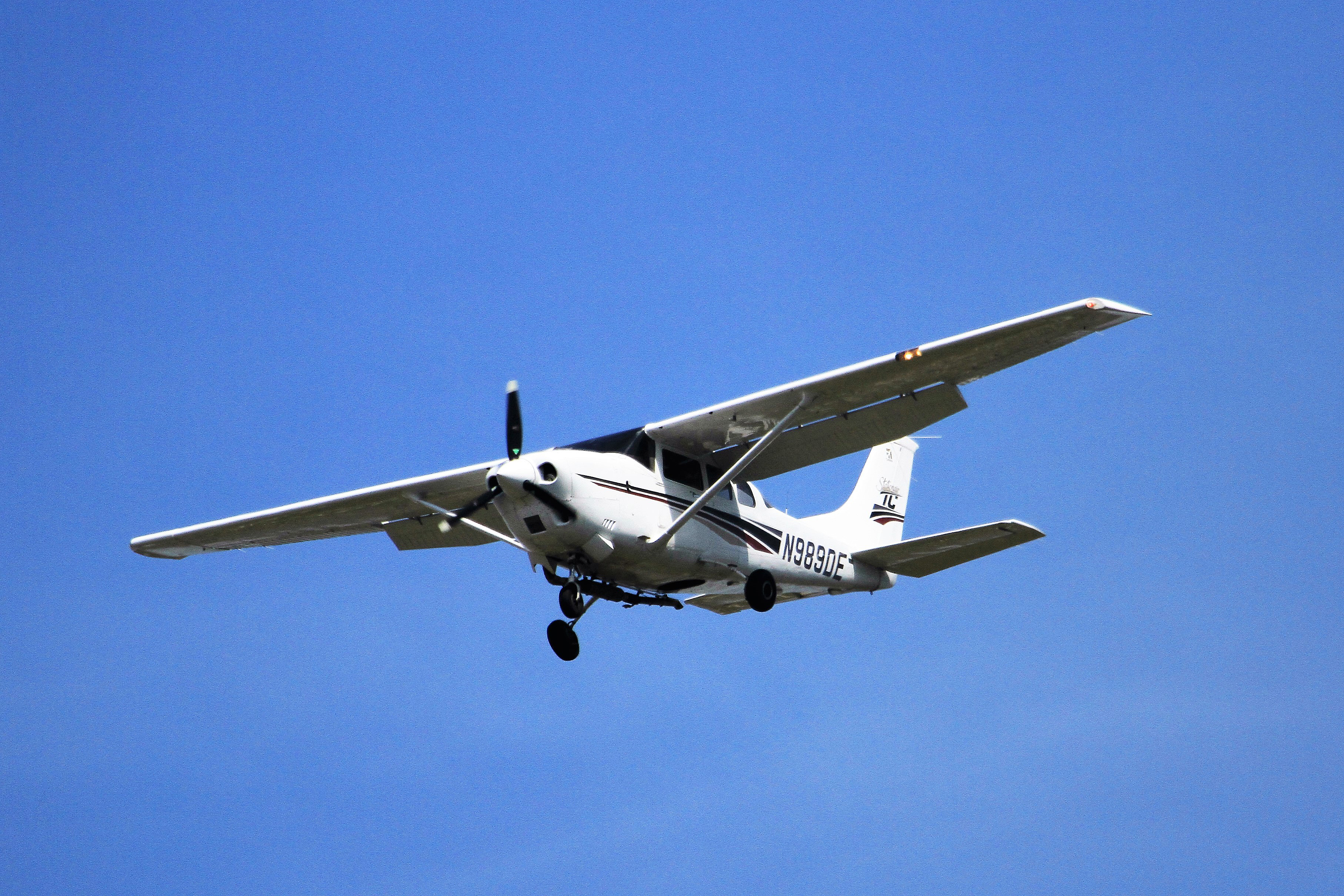
Cessna 206 en vol.

Dès ses 25 ans, il se rend compte de l'intérêt d'utiliser des avions pour le transport de la drogue. Il achète donc un Cessna 206 en 1981 pour créer son propre réseau de distribution.
Lorsque le cartel de Medellín, dirigé par Pablo Escobar, s'intéresse en 1986 au Mexique pour le transport des chargements de drogues vers les États-Unis via le Río Grande, Amado Carrillo en profite. Il agrandit sa structure et travaille directement avec Pablo Acosta. Ses frères, Cipriano, Vicente (en) et Rodolfo, le rejoignent dans ses affaires.
En 1987, Amado aurait corrompu indirectement à hauteur de 1 000 000 $ le commandant de la police judiciaire fédérale mexicaine Guillermo González Calderoni pour intervenir et éliminer son mentor Pablo Acosta Villarreal. Le 24 avril 1987, une descente, guidée à travers l'espace aérien américain par un hélicoptère du FBI, a lieu dans le canyon de Santa Elena et Pablo Acosta est abattu,.
Avec la disparition de son mentor, Amado Carrillo prend une place importante à Ojinaga et devient lieutenant de Rafael Aguilar Guajardo et Rafael Muñoz Talavera. Ses relations avec la Colombie permettent une augmentation du volume de cocaïne transportée.
En juillet 1988, il fonde la Compañía de Aviación Taxi-Aéreo de Centro Norte (TAXCENO) à Torreón sous le nom de sa deuxième épouse, Sonia Barragán Pérez. La compagnie emploie des Cessna 421 et 206, des Piper Aztec, un North American Sabreliner 80 et 75A, ainsi qu'un Learjet 25 (en) pour le transport de la drogue. En 1989, il quitte Ojinaga pour Hermosillo afin de mieux gérer les affaires avec les cartels colombiens.

### Incarcération
Il est arrêté le 27 juin 1989 lors d'une soirée à Huixopa. Il exhibe en effet un pistolet plaqué or et des militaires présents déduisent  qu'une telle arme ne peut qu'appartenir à un baron de la drogue. Étant donné la mort récente de l'agent de la DEA Enrique Camarena, ils arrêtent Amado Carrillo, et celui-ci est longuement interrogé et torturé. Sa famille réussit à le faire transférer au ministère public mexicain le 7 juillet 1989. Il est inculpé le 21 août 1989. Il reste incarcéré à Mexico où il retrouve son oncle Ernesto Fonseca Carrillo et le chef du cartel de Guadalajara Miguel Ángel Félix Gallardo. En corrompant le magistrat Gilberto Chávez Priego, Amado est libéré le 9 juin 1990, le « dossier manquant de preuves ».

### Prise de contrôle du cartel de Juarez
À sa sortie de prison, Amado Carrillo retrouve un cartel de Guadalajara mal en point, la plupart des dirigeants étant en prison. Avec ses frères, il en profite pour agrandir son empire et agrandit sa flotte. Ses livraisons de drogues s'étendent aussi loin que New York,. Il récupère directement la drogue à Medellín et transporte jusqu'à 2,5 tonnes par mois dans ses avions.
La plupart des livraisons passant par Ciudad Juárez, il y transfère son empire. Celui-ci est mis au grand jour lorsque le public découvre en février 1993 que le général José Gutiérrez Rebollo, responsable de la lutte anti-drogue au Mexique, aurait été corrompu et payé par Amado,. Cet événement crée une crise au Mexique et dans le cartel de Juárez,. Rafael Aguilar Guajardo, son supérieur, se plaint et gifle Amado Carrillo dans un restaurant. Rafael Aguilar est assassiné quelques jours plus tard le 12 avril 1993,. Amado Carrillo en profite pour prendre le contrôle du cartel de Juárez. Rafael Muñoz, l'autre fondateur du cartel, est alors en prison et le corps de Cuauhtémoc Ortiz est trouvé dans une voiture, un sac en plastique sur la tête et avec de nombreux signes de torture.
Cette prise de pouvoir ne se passe pas sans heurt. Amado Carrillo, son épouse et ses six enfants sont pris pour cible par des tireurs le 24 novembre 1993 dans un restaurant à Mexico. Aucun membre de la famille n'est blessé, mais un civil et trois gardes du corps sont abattus. Diverses rumeurs indiquent que les tireurs ont été engagés par Juan García Ábrego, dirigeant du cartel du Golfe, organisation rivale du cartel de Juárez.
Pour éviter l'escalade de la violence, Amado Carrillo Fuentes met en place un regroupement des cartels, que la DEA appelle The Mexican Federation (« la fédération mexicaine »). Tous les 90 jours, les différents chefs des cartels se réunissent près du golfe de Santa Clara (es) et discutent pour gérer au mieux leurs affaires criminelles et éviter tout problème avec la DEA.

### Augmentation du trafic

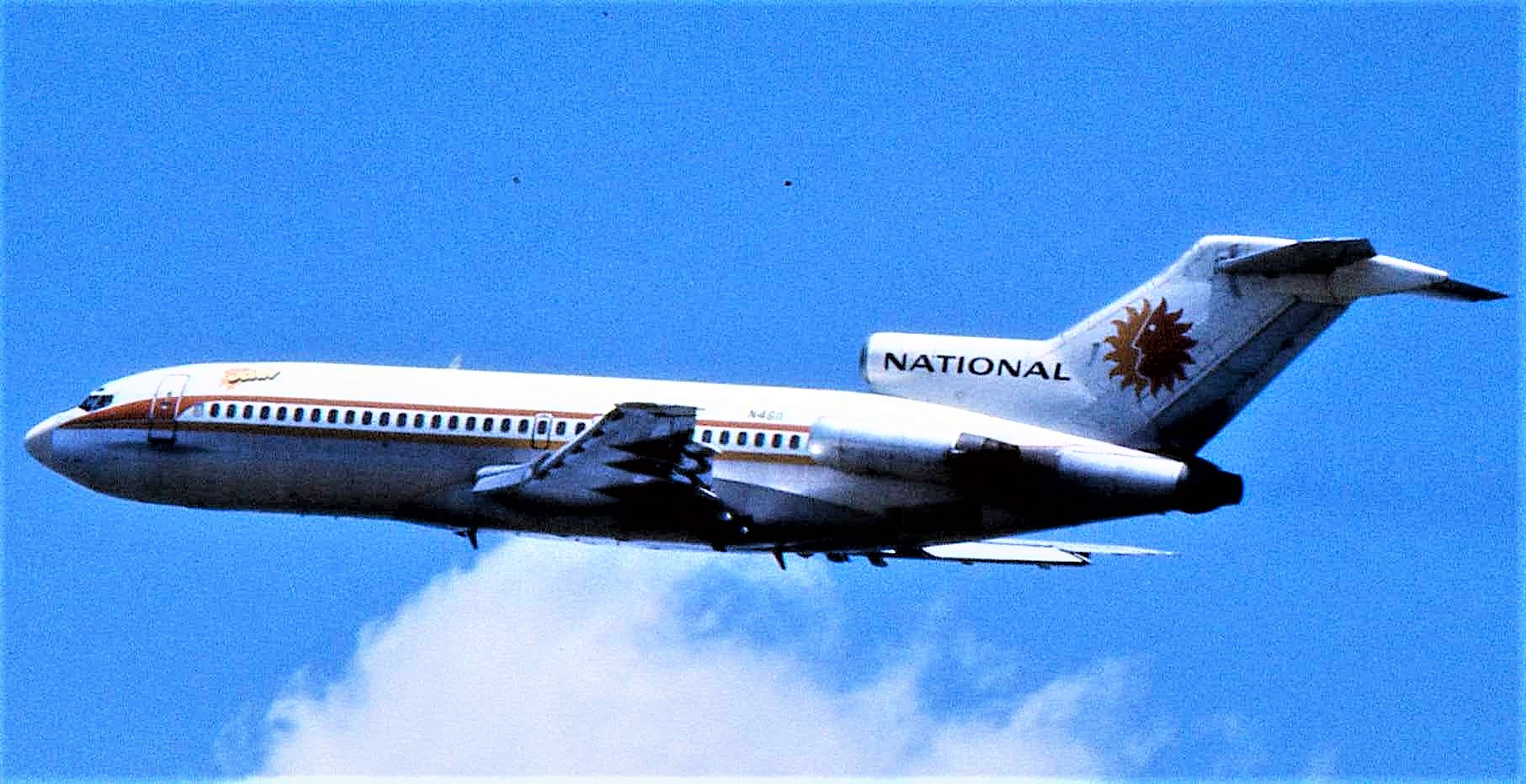
Boeing 727 en vol.

Avec son accession au pouvoir, Amado Carrillo Fuentes agrandit encore une fois sa flotte, et passe à des avions bien plus grands : il achète des Boeing 727, des Caravelle et des Lockheed L-188 Electra pour réaliser au moins sept vols de grande envergure entre mai 1994 et mars 1995, certains transportant pas loin de 15 tonnes de cocaïne,. Il transfère également de grandes quantités de drogues dans des conteneurs maritimes, ce qui, selon certaines sources, lui aurait permis de transporter un immense volume de cocaïne, bien plus que tous ses concurrents réunis.
Si deux avions sont saisis lors de ces transferts, ces opérations aériennes lui valent le surnom de El Señor de Los Cielos (« le seigneur des airs »),.
Il profite de la chute du cartel de Cali durant l'été 1995 pour agrandir son empire et les court-circuiter. Il s'associe directement à Luis Amado Pacheco, principal producteur de coca en Bolivie pour un transport de huit fois quatre tonnes de cocaïne vers Mexicali en Basse-Californie. Si trois vols se passent sans encombre, les Colombiens préviennent les autorités boliviennes et la quatrième cargaison est saisie le 26 septembre 1995 à Lima, au Pérou,.
Pour diminuer les tensions et éviter une guerre de la drogue, Amado se réunit avec les dirigeants colombiens au Salvador, Guatemala et Panama. Il est décidé que les cartels mexicains peuvent désormais s'associer à des trafiquants boliviens ou péruviens tandis que toute la cocaïne des cartels colombiens doit passer par le Mexique, ces derniers étant payés en dollars. Si cela présente moins de risques pour les Colombiens, les revenus diminuent. Bien qu'ils acceptent l'accord, la tête d'Amado Carrillo Fuentes est mise à prix.
Le transport reprend et deux Caravelle décollent, avec 25 tonnes de cocaïne, soit l'équivalent de 500 000 000 $ selon la DEA. Un des deux avions s'écrase en Basse-Californie, mais la cargaison n'est pas perdue. On estime qu'Amado a pu réaliser plus de 25 milliards de dollars de revenus au cours de sa carrière. Il aurait dépensé entre 500 000 000 $ et 800 000 000 $ par an en pots-de-vin.
Amado Carrillo Fuentes est ainsi au sommet et son rival, Juan García Ábrego, est arrêté en janvier 1996. Néanmoins, la pression s'accroît et les différentes autorités souhaitent l'arrêter. Sa consommation de cocaïne le rend de plus en plus paranoïaque. Il évite toute photographie et son aspect n'est pas connu exactement par la police.

## Mort
Face à la menace d'une arrestation, Amado Carrillo Fuentes tente de relocaliser son affaire hors du Mexique, dans un autre pays latino-américain. Trois de ses jets sont saisis le 4 janvier 1997 avec d'importantes sommes d'argent. Le lendemain, un raid de l'armée mexicaine a lieu au mariage de sa sœur, Aurora. Le gouvernement espère le capturer ainsi que d'autres barons de la drogue, mais il est prévenu et arrive à s'échapper,.
Une semaine après, Amado tente un arrangement avec le gouvernement mexicain. Il demande une immunité totale pour le cartel de Juárez en échange de la garantie que seul le trafic vers les États-Unis et l'Europe sera maintenu, la vente directe au Mexique devant être réduite. De plus, il promet des investissements en dollars américains sur le territoire mexicain. Ses propositions sont rejetées et il quitte le pays. Il s'envole d'abord vers la Russie avant de revenir en Argentine, puis au Chili,. Il tente d'y faire revenir de l'argent de ses comptes américains détenus chez Citibank à New York. En son absence, son frère Vicente (en) ainsi que d'autres associés sont responsables du cartel au Mexique. Durant cette période, il voyage beaucoup, de la Colombie à Cuba, et dépense de grandes sommes (6 000 000 $) pour l'achat de voitures et de manoirs au Chili.
Décrit comme une épave, en surpoids, et afin d'échapper à la pression du gouvernement et d'éventuels assassins, Amado Carrillo Fuentes subit une chirurgie plastique du visage et une liposuccion abdominale pour changer d'apparence le 4 juillet 1997 à l'hôpital Santa Mónica de Mexico,,. Ne souhaitant pas être anesthésié plusieurs fois, il entreprend une longue opération de huit heures. Il meurt cependant d'un arrêt cardiaque après son opération, causé par des anesthésiants et le sédatif Dormicum,,.
Trois des quatre chirurgiens sont poursuivis pour meurtre par les autorités mexicaines Le 5 novembre 1997, quatre mois après l'opération, les restes des trois chirurgiens qui ont pratiqué l'opération sont retrouvés, coulés dans du béton à l'intérieur de fûts d' acier, leurs corps montrant des signes de torture,. Le quatrième chirurgien et sa famille sont transférés aux États-Unis en novembre 1997 et rejoignent le programme fédéral des États-Unis pour la protection des témoins,.
Après l'annonce de son décès, de nombreuses rumeurs circulent, indiquant qu'il n'est pas mort,,. Certains indiquent qu'il aurait coopéré avec les autorités américaines. La DEA dément et indique : « Cette rumeur est aussi crédible que les millions d'apparitions du défunt Elvis Presley. » Les empreintes de la dépouille d'Amado coïncident également avec des empreintes récupérées vingt ans auparavant lors d'un passage à la frontière américaine à Presidio. La rumeur refait néanmoins surface en 2015 avec les propos tenus par un cousin d'Amado indiquant que celui-ci se porte bien,. En 2021, la série Netflix Narcos: Mexico laisse planer le doute concernant sa mort,. Ces nombreuses rumeurs prennent racine au Mexique du fait de la méfiance du public face aux déclarations gouvernementales, la corruption étant omniprésente et de puissants réseaux criminels étant protégés par l'État.

## Le cartel de Juárez après sa mort
L'administration du cartel de Juárez est temporairement reprise par les frères d'Amado, Vicente et Rodolfo, sa sœur Angélica, Ismael « el Mayo » Zambada et Joaquín « El Chapo » Guzmán Loera. Son frère Vicente est arrêté en octobre 1998. La mort d'Amado Carrillo Fuentes entraîne une période de trouble au Mexique et a un impact non négligeable sur le trafic de drogues.
En 1997, le bureau du procureur général du Mexique (PGR) saisit à Ciudad Juárez des entrepôts que le cartel utiliserait, selon lui, pour stocker des armes et de la cocaïne. Il saisit également plus de soixante propriétés appartenant à Amado Carrillo dans tout le Mexique et ouvre une enquête sur ses relations avec la police et les fonctionnaires. Les autorités gèlent également des comptes bancaires d'un montant de dix milliards de dollars lui appartenant.
En avril 2009, les autorités mexicaines arrêtent son fils, Vicente Carrillo Leyva.

## Culture populaire
Sauf indication contraire, les informations mentionnées dans cette section peuvent être confirmées par la base de données cinématographiques IMDb,  présente dans la section « Liens externes ».
- Dans El Chapo (2017), la série télévisée Netflix et Univision sur la vie de Joaquín « El Chapo » Guzmán, Amado Carrillo est interprété par Rodrigo Abed (en).
- El Señor de los Cielos (2013-2019), diffusé dans le cadre de la programmation nocturne de Telemundo, met en vedette l'acteur mexicain Rafael Amaya dans le rôle d'Aurelio Casillas (une version fictive d'Amado Carrillo Fuentes)[23].
- Dans les séries Netflix Narcos (2017) et Narcos: Mexico (2018-2021), Amado Carrillo Fuentes est interprété par José María Yazpik (en). La série implique que Carrillo a simulé sa mort afin de survivre à la guerre de la drogue et d'éviter l'emprisonnement[17].
- Dans la série Netflix Surviving Escobar: Alias JJ (en) (2017), Amado Carrillo Fuentes n'apparaît directement, mais Mauro Mauad interprète « El Señor de los Aires ». Il interprète également Amado dans la série télévisée Star Premium (en) El General Naranjo (en) (2019).
- Dans la mini-série History Channel America's War on Drugs (2017), Amado Carrillo Fuentes est interprété par Tatsu Carvalho.
- Dans la série télévisée History Latam Reyes Del Crimen (2018), Amado Carrillo Fuentes est interprété par Marco Gomez.